# Pierre Tasset
Pierre Tasset, né le 11 juin 1945 à Oupeye et y décédé le 5 septembre 2006 fut un homme politique wallon, membre du PS.
Il fut bourgmestre d'Oupeye et membre de la chambre des Représentants, ainsi que du Parlement de Wallonie.